# Octavian Andronic
Octavian Andronic  (n. 2 mai 1946, Sânnicolau Mare, Timiș, România – d. 11 decembrie 2020, București, România) a fost un jurnalist și caricaturist român.
În anul 1969 a absolvit Facultatea de Filologie din cadrul Universității București și a debutat în presă, lucrând timp de douăzeci de ani la ziarul „Informația Bucureștiului”.
În 22 decembrie 1989 a fondat ziarul Libertatea, al cărui redactor-șef și director a fost până în 1998.
De asemenea, Octavian Andronic a condus proiectul ziarului „Informația de prânz” la grupul MediaPro și a fost, vreme de un an, directorul general adjunct al postului Tele7abc (2000-2001).
Din anul 2002 conduce Agenția de presă Amos News, pe care a înființat-o. Era căsatorit cu Mariana Andronic, redactor-șef al Universul Pădurii.
În aprilie 2006, a vândut Amos News către trustul de presă Intact.
În martie 2006, a fost numit în funcția de director executiv al ziarului Cronica Română,
dar a fost destituit în septembrie 2006, fiind acuzat de lipsă de echidistanță manifestată în articolul intitulat „Trufașa citadelă”, avându-l ca subiect pe Dan Voiculescu..
Ulterior a câștigat un proces în justiție cu această publicație.
În 2005-2006, pentru timp de 6 luni, a susținut, la canalul SENSO TV, un talk-show, intitulat Sensurile actualității.

## Publicații
- Dicționar politic: B de la Băsescu, Editura Semne, 2009 [9][10]
- Dicționar Politic - I de la Iliescu, Editura Fundației AlegRO, 2010 [11][12][13]
- Dicționar politic: N de la Năstase, Editura Fundației AlegRO, 2010 [14][15]
- Anul 2000: Schimbarea schimbării. O cronologie comentată a mileniului III, Editura Semne-Artemis, 2010 [16][17][18]
- Anul 2001: Zodia Delfinului, al doilea volum al Cronologiei comentate a mileniului 3, Editura Semne, 2012 [19]
- 2002 - Capitalismul de cumetrie, al treilea din colecția „Cronologia comentată a mileniului III”, Editura Semne, 2013 [20]